# Pompeius Occo

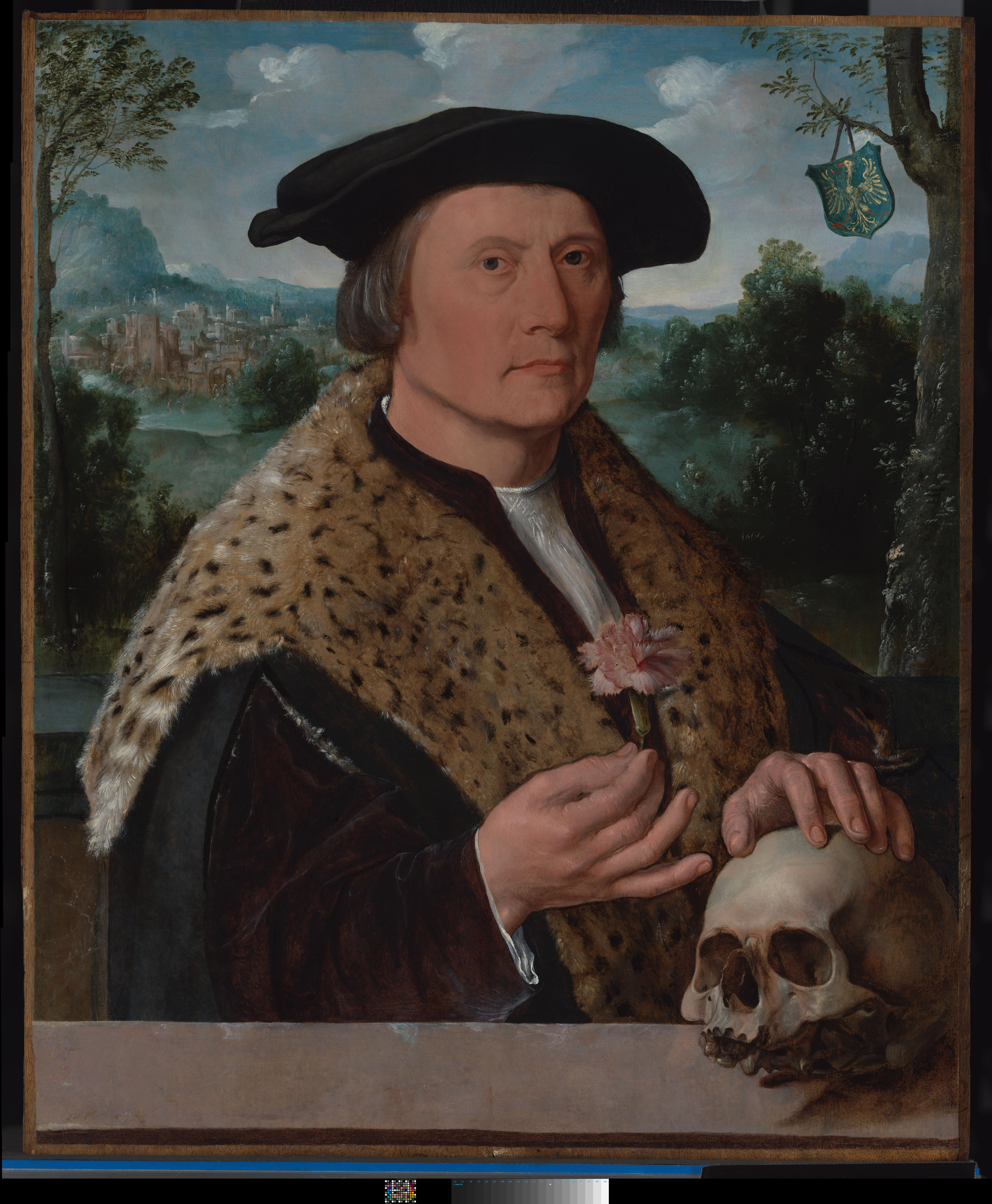
Pompeius Occo (1483 – 1537). Bankier, koopman en humanist, ca. 1531, Dirck Jacobsz.

Pompeius Occo (1483-1537) was een Duits-Nederlandse koopman. Te Amsterdam was hij zaakgelastigde van het Augsburgse bankiershuis Fugger.
Rond 1510 had Occo zich vanuit Duitsland in Amsterdam gevestigd. Zijn huis aldaar in de Papenbroeksteeg (tussen Kalverstraat en Rokin, genaamd "Het Paradijs", was een ontmoetingsplaats voor kunstenaars en intellectuelen uit heel Europa. Naast kunstmecenas was hij ook bankier van het aartsbisdom Nidaros (het huidige Trondheim) en van koning Christiaan II van Denemarken. Toen de ruzie tussen de Luthers geworden koning en aartsbisschop Erik Valkendorf escaleerde, vluchtte deze laatste naar Amsterdam waar hij enige tijd onderdook bij zijn vriend en bankier Occo.
Valkendorf en Occo deelden een passie voor oude boeken. In de collectie van Museum Enschedé in Haarlem bevindt zich een verluchte dertiende-eeuwse bijbel uit Parijs, die door Valkendorf aan Occo werd geschonken. Occo zelf heeft een bemiddelende rol gespeeld bij de vervaardiging van de eerste gedrukte boeken voor Noorwegen, te weten een missaal (Missale Nidrosiense) en een brevier (Breviarium Nidrosiense) voor het aartsbisdom Nidaros. Een verlucht passieboekje met houtsnedes van Jacob Cornelisz van Oostsanen, Lucas van Leyden en Jan de Cock, dat Valkendorf in 1520 in opdracht gaf aan drukker Doen Pieterszoon, is helaas nooit gerealiseerd. Het Rijksmuseum bezit een portret van Occo, van de hand van Dirck Jacobsz.
Als kapelmeester van de Amsterdamse Heilige Stede, de bedevaartkerk van het Mirakel van Amsterdam, heeft Occo het heiligdom met grote schenkingen verrijkt, zoals een kerkorgel, de schilderingen, verluchte kerkboeken etc.

## Familie
Zijn zoon Sybrand Pompejusz Occo (1514 - 1588), eveneens vertegenwoordiger van het bankiershuis Fugger in Amsterdam,  was daar Burgemeester in 1556, 1558, 1560, 1562-1563 en 1573. Na de Alteratie (1578) vluchtte hij naar Calcar.
Occo's dochter Ballichje trouwde met de jurist Joost Buyck, die vele malen burgemeester van Amsterdam zou zijn, tot aan de Alteratie van 1578. 
Zijn dochter Anna was gehuwd met Dr. Hayo Hermannus Hompen, Oostfriese keizerlijke raad te Utrecht, die tussen 1518 en 1532 dikwijls in de brieven van Erasmus wordt genoemd.